# 黑猫跳蛛
黑猫跳蛛（学名：Carrhotus xanthogramma）为跳蛛科猫跳蛛属的动物。分布于保加利亚、越南、印度、台灣以及中国大陆的吉林、辽宁、陕西、山东、浙江、湖北、湖南、福建、广东、广西、四川、贵州等地。